# ونرقو
ونرقو (به فرانسوی: Venerque) یک کامین در فرانسه است که در Canton of Auterive واقع شده‌است.

## خصوصیات
ونرقو ۱۴٫۵۷ کیلومترمربع مساحت و ۲٬۶۳۲ نفر جمعیت دارد و ۳۱۲ متر بالاتر از سطح دریا واقع شده‌است.

## خواهرخوانده
شهر Rivoli Veronese خواهرخواندهٔ ونرقو هست.